# Azaghal
Azaghal är ett Black metal-band från Finland som grundades år 1995 i Hyvinge.

## Medlemmar
Nuvarande medlemmar
- Narqath (Tomi Kalliola) – gitarr, basgitarr, keyboard, sång (1998– )
- Niflungr	(Kai Karpinmaa) – sång, basgitarr (2009– )
- Lima (Joonas Pykälä-aho) – trummor (2012– )

Tidigare medlemmar
- Kalma aka v-KhaoZ aka VRTX (Ville Pallonen) – trummor (1998–2002)
- Varjoherra – sång (1998–2010)
- JL Nokturnal (Jani Loikas) – trummor (2003, 2007) gitarr (2001–2015)
- T.M. Blastbeast (Teemu Mutka) – trummor (2004–2006)
- Chernobog (aka Svarozic) – trummor (2008–2011)
- Ruho (J. Marjamäki) – gitarr (2015–?)

Turnerande medlemmar
- Niflungr (Kai Karpinmaa) – sång (2008)
- Agares – gitarr (2018– )

## Diskografi
Demo
- 1998 – Kristinusko Liekeissä
- 1998 – Noituuden Torni
- 1998 – Rehearsal-Demo I
- 2001 – Black Terror Metal

Studioalbum
- 1999 – Mustamaa
- 1999 – Helvetin yhdeksän piiriä
- 2002 – Of Beasts and Vultures
- 2004 – Perkeleen luoma
- 2005 – Codex Antitheus
- 2006 – Luciferin valo
- 2008 – Omega
- 2009 – Teraphim
- 2015 – Madon sanat

EP
- 1999 – Harmagedon
- 2001 – Helwettiläinen
- 2003 – Kyy

Samlingsalbum
- 2001 – DeathKult MMDCLXVI
- 2001 – Ihmisviha
- 2005 – Perkeleen luoma / Kyy
- 2015 – Arvet I
- 2015 – Arvet II

Annat
- 2000 – Uusi Suomalainen Black Metal Tulokas (delad album med Mustan Kuun Lapset)
- 2001 – Suicide Anthems / Dark Blasphemous Moon (delad album med Beheaded Lamb)
- 2002 – Black Metal War (delad album med Misanthropy och Vultyr)
- 2003 – Omenne (delad EP med Tunrida)
- 2003 – Unholy Terror Union (delad EP med Godforth)
- 2004 – Krieg / Azaghal (delad EP med Krieg)
- 2004 – "None Shall Escape..." (delad singel med Sael)
- 2004 – Neljä Vihan Vasaraa / Four Hammers of Hate (delad album med Black Death Ritual)
- 2006 – "Azaghal Terror Cult" / "Wrath" (delad singel med Fagyhamu)
- 2011 – Bringers of Black Death  (delad album med Decayed och Погост)
- 2014 – "Baying of Lycanthropes" (delad singel med Anal Blasphemy)
- 2015 – The Will, the Power, the Goat (delad EP med Ars Veneficium)